# Los caballeros místicos de Tir Na Nog
Mystic Knights of Tir Na Nog  (Conocida como Los Caballeros Místicos de Tir Na Nog en Latinoamerica y Caballeros de Leyenda en España) era una serie de televisión situado en una fantástica versión de la antigua Irlanda, creado por Saban Entertainment de Power Rangers. Se basa vagamente en real mitología irlandesa. El nombre deriva de Tir Na Nog, uno de los otros mundos de la mitología irlandesa. Es la primera serie de fantasía de Saban de involucrar a los caballeros, dragones y magos. Se emitió en el bloque Fox Kids en Fox el 1 de septiembre de 1998 y terminó el 7 de mayo de 1999. Una segunda temporada, Los Caballeros Místicos: Batalla Trueno, fue planeada, pero este última fue desechada, y su presupuesto se dedicó a los Power Rangers La Galaxia Perdida. Fue un intento de hacer una serie original no japonés de efectos especiales en lugar de adaptar del japonés tokusatsu. 

## Argumento
La reina Maeve de Temra quiere gobernar la tierra de su nacimiento, el reino pacífico de Kells. Por lo tanto, hace un llamamiento al hada oscura Mider, que le da una mística Piedra Runa a Maeve que permite utilizar la brujería , más a menudo para convocar, peligrosas criaturas místicas como ogros y gigantes malvados, a quienes envía a destruir Kells. El rey Conchobar de Kells escucha del malvado plan de Maeve y busca una manera de proteger su reino y a sus pueblos. Rohan, un aprendiz de druida descubre en un pergamino antiguo la profecía de un legendario guerrero llamado Draganta que salvaría a ese reino. Debido a que la marca de nacimiento de Rohan coincidía con un signo que aparecía en el libro, el rey envía Rohan en la búsqueda para encontrar Draganta, con su mejor y único amigo un ladrón reformado llamado Angus. 
A los dos seles unen en su viaje el extranjero Príncipe Ivar, y la hija del rey Conchobar, la princesa Deirdre. Ellos se sienten atraídos por el reino de Tir Na Nog, gobernado por el rey de las hadas Fin Varra. Fin Varra pone el grupo a través de varias pruebas para determinar su valía, y después de aprobarlas. El rey Fin Varra les da una visión de su futuro, y las armas místicas que les dan el control de los clásicos elementos Fuego (Rohan), Aire (Deirdre), Tierra (Angus) y Agua (Ivar). Los cuatro jóvenes guerreros batallan en contra de los cuatro centinelas de Temra, que resguardan cada uno una armadura mística elemental, y después de derrotarlos, ganan el título de caballeros místicos (Rohan se convierte en el Caballero Místico del Fuego, Angus se convierte en el Caballero Místico de la Tierra, Ivar se convierte en el Caballero Místico del Agua y Deirdre se convierte en la Caballera Mística del Aire). 
Cada Caballero puede llamar a su elemento místico de poderes únicos para él. Aideen, una pequeña hada alada, continúa ofreciendo su ayuda los jóvenes héroes en su lucha contra la reina Maeve. Más adelante Rohan logra domar Pyro, el Dragón de Dare. Gracias a esta hazaña logran que Pyro responda fielmente a todas sus llamadas de ayuda y más tarde Pyro como un oráculo , revela a Rohan como el héroe legendario Draganta. Más adelante en la serie, otro caballero místico emerge; Garrett, el Caballero Místico del bosque . Comienza como un adversario bajo el control de la reina Maeve, pero se libera de su influencia, uniéndose a los Caballeros Mística. Rohan y Garret desarrollan una rivalidad por el amor de la princesa de Deirdre. 
Finalmente la reina Maeve convoca a un nuevo monstruo llamado Lugad que es más poderoso que cualquier creación anterior. Lugad revela tener una marca de nacimiento similar a la de Rohan, que explica cuando se reveló que Rohan y Lugad son en verdad medios hermanos, cuya madre es la Reina Maeve.

## Personajes

### Caballeros Místicos
- Rohan: Un huérfano criado por el druida Cathbad. Rohan es noble, valiente y firme, pero a veces permite que sus emociones tomen el control de él. Su arma es la espada de Kells, que puede generar y controlar el fuego. También tiene la posesión de la Daga Dragon, que utiliza para convocar a Pyro, el Dragón de Dare. Para obtener su armadura mística, tuvo que derrotar al Señor del Hielo de Temra. Para ponerse su armadura, grita "fuego dentro de mí!". También es identificado como el poderoso guerrero Draganta que está destinado a llevar la paz a Kells por 100 vidas. Más adelante en la serie, Rohan Para hacer que su armadura mística evolucione al siguiente nivel de "Furia de batalla." tuvo que superar dos pruebas en la fragua en la Cordillera de las Tinieblas donde se forjaron todas las armaduras místicas. Su armadura Furia de batalla es carmesí y oro. Eventualmente también se revela que él es el hijo de la reina Maeve, con Lugad como su medio hermano.

- Deirdre: La princesa de Kells. Su arma es la Ballesta Torbellino que dispara una ráfaga de aire. Para ganar armadura mística de blanco y oro, tuvo que derrotar al murciélago del rayo de Temra. Para activar su armadura, ella grita "aire por encima de mí!". Deirdre es la más calmada y sabia de los Caballeros místico, y por lo tanto a veces frustrada por las impulsibilidades de sus compañeros, más adelante ella admite estar enamorada de Rohan.

- Ivar: Un príncipe de una tierra lejana, Ivar llegó a Kells, en busca del cáliz sagrado de su país. Más tarde se reveló que el cáliz fue robado por Torc, general de Maeve. Su arma es un tridente de púas que dispara tornillos azules de electricidad. Para obtener su armadura mística de azul y oro, tuvo que derrotar a la serpiente de mar de Temra. Para activar su armadura, grita " Agua alrededor de mi". Ivar es leal a sus amigos, pero puede ser distraído por su búsqueda del cáliz robado, a menudo a su propio perjuicio. Más tarde obtiene el vehículo defensor (que iba a ser utilizado por Lugad de Torque).

- Angus: Angus es el mejor amigo de Rohan y un ladrón conocido y fanfarrón, que a menudo se mete en problemas. Su arma es el mazo de tierra que arroja rocas gigantes y puede causar un terremoto. Para obtener su armadura mística de plata y oro, tuvo que derrotar al lobo de las roca de Temra. Para ponerse su armadura, grita " Tierra debajo de mí!".

- Garrett: Garrett es el príncipe de Reged, un reino aliado de Kells. Garrett y Deirdre fueron prometidos en matrimonio, por lo que Garrett va por primera vez a Kells a reclamar a su novia. Garrett tiene la capacidad única de mandar todos los animales mediante el bloqueo de los ojos con ellos. Sus armas son las hachas gemelas de madera que disparan un rayo de energía. Para obtener su armadura mística de marrón y oro, tuvo que derrotar a una araña gigante que habitaba en el bosque Banshee. Para activar su armadura, grita "Bosque delante de mí!. Como recompensa por regresar a la princesa Lynette a su tierra natal, Garrett se le dio el vehículo del arco dragón y regresó con el cuando los caballeros se enfrentaban a Lugad.

### Aliados
- El rey Conchobar: Conchobar es el rey de Kells y el padre de Deirdre. Con Maeve utilizando magia negra para tratar de ayudarla a ganar la guerra entre sus reinos, está en una necesidad desesperada de ayudar a los Caballeros Místicos ".

- Cathbad: Un druida y consejero del rey Conchobar. También adoptó a Rohan cuando él pequeño. Una figura paterna que hizo todo lo posible para instruir a Rohan como aprendiz. Se opuso a la amistad de Rohan con Angus, porque, al ser un ladrón, tiende a causar problemas. Él puede prever el futuro y es junto a Fin Varra el mentor de los Caballeros Místicos. Sus poderes pueden competir con Maeve, pero se limitan en gran medida a la percepción extrasensorial. En "Batalla de los druidas", se reveló que su maestro fue Sithchenn que recientemente estaba aliado con Maeve. Cathbad logró vencer a su maestro en una batalla druida.

- Rey Fin Varra: El rey de Tir Na Nog. Un hada con gran poder que les da a los Caballeros Místicos sus armas, y es junto a Cathbad el mentor de los jóvenes. Él es el rival del hada oscura, Mider.

- Aideen: Un hada que ayuda a los Caballeros Místicos. Ella siente algo por Rohan y, en consecuencia, está constantemente celoso de Deirdre.

- Pyro: Un antiguo dragón domado con el Caballero de Fuego Místico. En un primer momento no estaba dispuesto a tolerar cualquier presencia humana, pronto comienza a admirar a Rohan, y más tarde lo reconoce como el Caballero Draganta, el héroe legendario. Tiene una feroz rivalidad con Tyrune la Hidra. Pyro lleva una coraza de gemas, a través de la cual es de suponer que se pone en contacto con la daga dragón de su jinete. Su imagen está labrada en las armaduras de los caballeros místicos.

### Villanos
- Reina Maeve: Maeve es la reina de Temra. Ella cree que ser el gobernante de Kells es su derecho de nacimiento, por lo que recluta la ayuda del hada oscura Mider. Ella se reveló más tarde como la madre de Rohan y de Lugad. En la batalla final, Maeve se apodera de Kells, hasta Lugad libera a los Caballeros de su cautiverio durante la lucha de Maeve con Rohan. Reina Maeve utiliza su magia para asumir la forma de una mujer serpiente con garras. Al ser derrotado y regresar de nuevo a su forma humana por los poderes combinados de Rohan y Lugad, la reina Maeve es desterrada a otra isla por el rey Conchobar. Cuando ve a su hijo por última vez, Rohan le pregunta si tiene algo que decir a él antes de que ella sea desterrado. Ella responde, que ha sido entrenado bien, excepto que él está en el lado equivocado, por lo que le pide que cambie.

- Torc: General de Maeve, era un ex general en Kells antes de que los traicionara. Robó el cáliz de plata del reino de Ivar, que Maeve utiliza con frecuencia para realizar magia negra. Durante el tiempo que Lugad estaba con Maeve, Torc utiliza el vehículo Defensor que era para Lugad sólo para perderlo aante Ivar. En la batalla final, Torc se entera de que Maeve ha sido derrotada y huye con su ejército, como los Caballeros han derrotado a Maeve el y los Temranianos ya no son una amenaza.

- Mider: Un hada oscura que ayuda a Maeve con la magia oscura. Él usa el cáliz de plata del reino de Ivar como medio de transporte como ida y vuelta entre el reino de la oscuridad para aumentar sus poderes. Después de la derrota y el destierro de Maeve, se alió con la hechicera Nemain.

- Los cuatro centinelas de Temra: Estos son los cuatro seres que los caballeros tenían que derrotar para ganar su armadura Mística. Más tarde cayeron bajo el control de Maeve, antes sirvieron a Mider su creador. Los cuatro centinelas son los siguientes:

El Señor del Hielo de Temra: Una cabeza de hielo señor-cráneo y uno de los principales generales de la reina Maeve. Rohan luchó contra él con el fin de ganarse la Mística armadura.
El murciélago del rayo de Temra: Un murciélago miembro de los cuatro centinelas. Deirdre luchó contra él con el fin de ganarse su mística armadura. Él maneja un boomerang con forma de murciélago. 
La serpiente de mar de Temra: Una serpiente con cabeza de serpiente de mar miembro de los cuatro centinelas. Ivar luchó contra él con el fin de ganarse la Mística armadura.
El lobo de las rocas de Temra: Tiene una cabeza de lobo miembro de los cuatro centinelas. Angus luchó contra él con el fin de obtener su armadura. Él maneja un conjunto de garras en el antebrazo y una espada. 
- Bogies: Gente pequeña que trabajan como espías para la reina Maeve.

- Tyrune: es la Hydra de tres cabezas de Temra. Maeve engaño a Rohan al hacerlo decir un conjuro de druida que libero a Tyrune de su encarcelamiento. Esta criatura gigante que vuelan a veces ataca sin previo aviso. A menudo lucha con Pyro, ya que son dragones rivales. Su cabeza se puede separar de su cuerpo y puede atacar de forma independiente.

- Lugad: Lugad fue traído cerca del final de la temporada. Él es mitad humano y mitad demonio y se crio principalmente por la hechicera Nemain. Lugad es el hijo de Maeve y el medio hermano de Rohan. Lugad finalmente se vuelve contra Maeve para ayudar a su hermano Rohan a derrotarla, y después de eso se despepide de su hermano y de sus nuevos amigos y deja Kells para buscar su lugar en el mundo.

- Nemain: La exgobernante de Temra hasta que su estudiante Maeve se hizo cargo por la fuerza. Ella fue quien causó las cicatrices a Lugad cuando Maeve vino a traerle a Temra. Desde entonces, ella conspiró para derrocar a Maeve y de vez en cuando ayuda a los Caballeros Mysticos en el disfraz de un anciano. Cuando Maeve es derrotada, ella revela su verdadera meta que indica que el cáliz de plata es ahora suyo y que su venganza en contra de Maeve esta completa. Al final del episodio, hace una alianza con Mider que terminó la serie en un acantilado. Cuando Mider le da la oferta para ayudarle a hacerse cargo de Tir Na Nog y Kells, ella le dice a Mider que va a pensar en ello.

- Datos: Q762025